# إحباط تفجيرات السعودية 2017
في يوم السبت 29 رمضان 1438 هـ الموافق 23 يونيو 2017 كشف المتحدث الأمني لوزارة الداخلية السعودية اللواء منصور التركي، أن قوات الأمن أحبطت عملاً إرهابياً كان يستهدف أمن المسجد الحرام ومرتاديه ولقد قام بالتخطيط للعملية مجموعة إرهابية تمركزت في ثلاثة مواقع، أحدها في محافظة جدة، والآخران بمكة المكرمة ولقد أحبطت العملية الأولى في مكة بحي العسيلة، فيما أحبطت الثانية بحي أجياد المصافي الواقع داخل محيط المنطقة المركزية للمسجد الحرام.

## تحذير السفارة الأمريكية
في يوم الجمعة 9 يونيو 2017 حذرت السفارة الأمريكية في المملكة العربية السعودية مواطنيها من وقوع هجمات محتملة في أماكن عامة في البلاد
وقالت السفارة في بيان: «تكرر بعثة الولايات المتحدة في المملكة العربية السعودية توصيتها بأن يتوخى المواطنون الأمريكيون الحذر في الأماكن التي يرتادها الأجانب بسبب استمرار خطر وقوع هجمات إرهابية موجهة أو مستوحاة من داعش وتنظيم القاعدة في شبه الجزيرة العربية في جميع أنحاء المملكة. ويمكن أن تحدث هجمات إرهابية في أي مكان في البلد. في الماضي، استهدف المتطرفون قوات الأمن الحكومية السعودية والأماكن العامة.»
وأضاف البيان: «كما تؤكد البعثة الأمريكية في المملكة العربية السعودية مجدداً توصيتها بأن ينظر المواطنون الأمريكيون بعناية إلى مخاطر السفر إلى السعودية والحد من السفر غير الضروري داخل البلاد. وبصرف النظر عن موقعك، إبق على مستوى عال من التأهب الأمني والوعي بمحيطك. كن مستعدا لإلغاء أو تأجيل الأنشطة لأمنك الشخصي في حال تملي الظروف ذلك، وتذكر أن تسلك طرقاً وأوقاتاً مختلفة عند السفر داخل المملكة.»

## التفاصيل
في يوم الجمعة 28 رمضان 1438 هـ الموافق 22 يونيو 2017 تحركت قوات الأمن السعودية لمحاصرة الخلية بعد تلقي أنباء من داخل حي أجياد المصافي في مكة المكرمة، بجانب الحرم المكي، تؤكد وجود خلية هناك، تجهز للقيام بعمليات إرهابية في الفترة القادمة ولقد أصدر وزير الداخلية الأمير عبد العزيز بن سعود بن نايف آل سعود، أوامر إلى قوات أمن مكة المكرمة بالتحرك إلى موقع الهدف  وفور محاصرة الأمن للخلية دارت اشتباكات عنيفة بين الجانبين، فجر خلالها عنصر من تنظيم داعش نفسه بينما  تم اعتقال آخرين” ولقد تمكنت الجهات الأمنية، في عمليات منفصلة من اليوم الجمعة من القبض على مطلوبين بعد مداهمة موقعيْن أحدهما في حي العسيلة بمكة المكرمة والآخر في محافظة جدة”.

## الاصابات
أعلنت وزارة الداخلية السعودية إصابة 6 مقيمين و 5 من رجال الأمن بإصابات طفيفة.

## خلفية
في يوم 29 رمضان 1437 هـ، الموافق 4 يوليو 2016 شهدت السعودية عدة عمليات انتحارية أهمها عملية تفجير المدينة المنورة وقت أذان صلاة المغرب في موقف سيارات تابع لمركز قوات الطوارئ بجوار الحرم النبوي في المدينة المنورة.
وفي مطلع العام الجاري 2017 في 7 يناير بحي الياسمين بالرياض قتلت قوات الأمن اثنين من الارهابيين بعد مداهمة منزل وتطويقه مما ادى إلى تبادل لإطلاق النار من قبل اثنين من المسلحين يتحصنون بالمنزل احدهم هو المطلوب امنيا طايع الصيعري ونتج ذلك إصابة طفيفة لأحد افراد الأمن
وفي 21 يناير بمدينة جدة داهمت قوات الأمن موقعين الأول استراحة في حي الحرازات بداخلها معمل لتصنيع الأحزمة الناسفة والعبوات المتفجرة وشخصين مسلحين تحصنوا داخل الموقع وتبادلوا إطلاق النار مع افراد الأمن وبعد إحكام الحصار عليهم فجروا انفسهم بأحزمة ناسفة مما ادى إلى تناثر أشلائهم وانفجار المعمل ودمار المبنى دون ان يصاب أحد من رجال الأمن أو المارة وفِي الموقع الثاني وهي شقة بحي النسيم ألقي القبض على 3 أشخاص منهم رجلين سعوديين وامرأة باكستانية الجنسية كما ضبط بشقته سلاح رشاش وحقيبة مشركة وأجهزة هاتف جوال في حالة تشريك غير مكتملة.
وفِي 16 فبراير نفذت قوات الطوارئ الخاصة مداهمات لمواقع في 4 مدن مختلفة وهي الرياض والمدينة المنورة ومكة والقصيم واعلنت عن القبض على 17 شخص ومصادرة أسلحة وأموال
وفي 8 مارس اعلنت وزارة الداخلية عن مقتل ارهابي والقبض على آخر في عملية أمنية في حي الريان بالعاصمة الرياض

## ردود الفعل

### المحلية
- هيئة كبار العلماء: أدانت الأمانة العامة لهيئة كبار العلماء بالمملكة العربية السعودية، محاولة تفجير الحرم المكي الشريف، مشيدة بالجهود الأمنية، والإنجاز الأمني لرجال الأمن من إحباط عملية إرهابية وشيكة تستهدف أمن بيته الحرام وزواره الآمنين.[8]

### الدولية
- الكويت: أعربت دولة الكويت، عن إدانتها واستنكارها الشديدين للمخطط الإرهابى الدنئ الذي استهدف الحرم المكى الشريف.[9]
- الإمارات العربية المتحدة:: دانت دولة الإمارات الجريمة الإرهابية التي أحبطتها قوات الأمن السعودية قبل استهداف الحرم المكي الشريف مؤكدة تضامنها التام مع السعودية.[10]
- قطر: أصدرت وزارة الخارجية القطرية، بياناً أدانت فيه استهداف الحرم المكي بعملية إرهابية، مشيرةً إلى أن هذا العمل يعد استفزازاً لمشاعر المسلمين.[11]
- البحرين: أدانت مملكة البحرين، المخطط الإرهابي لاستهداف الحرم المكي، الذي وقع في السعودية.[12]
- عُمان: أدانت سلطنة عمان بأشد العبارات المخطط الإرهابى الآثم الذي كان يستهدف الحرم المكى والمصلين والزائرين الذين أتوا من كل فج عميق وخصوصا في هذه الأيام المباركة من شهر رمضان.[13]
- العراق: دان العراق المحاولة الارهابية الفاشلة لاستهداف المسجد الحرام مؤكدا تضامنه مع المملكة العربية السعودية في مواجهة الجماعات الارهابية التي تستهدف امنها واستقرارها.[14]
- مصر: أدانت جمهورية مصر العربية بأشد العبارات المخطط الإرهابي الوشيك باستهداف الحرم المكي الشريف ومرتاديه من المعتمرين والزوار والمصلين.[15]
- ليبيا: أدانت وزارة الخارجية والتعاون الدولى بالحكومة الليبية الموقتة، المحاولات الإرهابية لاستهداف الحرم المكى بالمملكة العربية السعودية.[16]
- المغرب: دانت المملكة المغربية بشدة محاولة الاعتداء الغاشم على الحرم المكي الشريف وحشود المصلين والمعتمرين.[17]
- الأردن: أعربت المملكة الأردنية عن ادانتها واستنكارها الشديدين للمخطط الإرهابي الفاشل الذي كان يعتزم استهداف الحرم المكي في أواخر هذا الشهر الفضيل وتمكن قوات الأمن في المملكة العربية السعودية من إحباطه وممن يقفون وراءه تخطيطا ودعما وتنفيذا.[18]
- لبنان: وصف مفتي الجمهورية اللبنانية الشيخ عبد اللطيف دريان التفجير الانتحاري بجوار المسجد الحرام بالعدوان الإجرامي والإرهابي، بحقّ كل الأمة العربية والإسلامية، وفي مقدمتها السعودية، حاملة لواء الإسلام والمسلمين.[19]
- موريتانيا: أعلن الرئيس الموريتاني محمد ولد عبد العزيز تنديده بلاده باستهداف الحرم، مؤكدا وفوقه مع المملكة العربية السعودية في وجه الإرهاب.[20]
- السودان: أعربت وزارة الخارجية السوادينة عن ادانتها واستنكارها الشديدين للمحاولة الارهابية التي وقعت واستهدفت الحرم المكي معلنه تضامنا السودان الكامل مع السعودية.[21]
- تونس: أعربت تونس عن إدانتها الشديدة للمخطط الإرهابي الغادر الذي استهدف الحرم المكي المبارك، وتسبب إحباطه في إصابة عدد من رجال الأمن والمواطنين.[22]
- الجزائر: قال الناطق الرسمي لوزارة الشؤون الخارجية في تصريح له «ندين بشدة المخطط الإرهابي الدنيئ والبائس الذي حاول استهداف الحرم المكي الشريف في أواخر هذا الشهر الفضيل».[23]
- فلسطين: أدانت وزارة الخارجية الفلسطينية بأشد العبارات المحاولة الإرهابية الفاشلة لاستهداف الحرم المكي الشريف الذي تمكنت الجهات الأمنية في المملكة من إحباطه.[24]
- اليمن: عبرت الجمهورية اليمنية عن ادانتها محاولات إستهداف المشاعر المقدسة والتي كان أخرها محاولة إستهداف الحرم المكي الشريف من قبل خلية إرهابية متطرفة كانت تسعى لإستهداف المسلمين من معتمرين وزوار ومصلين في ليلة ختم القرآن.[25]
- تركيا: أدانت تركيا بشدة، المخطط الإرهابي لاستهداف الحرم المكي الذي كشفت السلطات السعودية عن إحباطه.[26]
- إيران: أكد الناطق باسم وزارة الخارجية الإيرانية، بهرام قاسمي، إدانة بلاده لمحاولة استهداف الحرم المكي في المملكة العربية السعودية، الجمعة، لافتا إلى أن طهران «مستعدة للتعاون مع سائر الدول للتصدي للجناة وسماسرة الموت والجهلة الحاقدين،» على حد تعبيره.[27]
- المملكة المتحدة: أدانت المملكة المتحدة المحاولة “الإرهابية” الفاشلة استهداف المسجد الحرام بمكة المكرمة داعية إلى ضرورة تضافر الجهود الدولية لمواجهة الإرهاب.[28]

### منظمات محلية ودولية وإقليمية
- المجلس الأعلى للقضاء: أدان المجلس الأعلى للقضاء ما خططه الإرهابيون لاستهداف أشرف بقاع الأرض المسجد الحرام.[29]
- مجلس وزراء الداخلية العرب: أدانت الأمانة العامة لمجلس وزراء الداخلية العرب، اليوم السبت، محاولة الاعتداء الإرهابية على المسجد الحرام في مكة.[30]
- المجلس الإنتقالي الجنوبي: أدانت هيئة رئاسة المجلس الانتقالي الجنوبي الحادث الإرهابي الغادر الذي حاول منفذوه استهداف قبلة المسلمين ورمزهم الأعظم.[31]
- البرلمان العربي: أدان الدكتور مشعل بن فهم السلمي رئيس البرلمان العربي بشدة العملية الإرهابية الجبانة التي حاول منفذوها استهداف الحرم المكي الشريف.[32]
- مجلس علماء باكستان: أدان مجلس علماء باكستان محاولة الهجوم التي أحبطتها المملكة العربية السعودية على المسجد الحرام.[33]
- إتحاد القوى الصوفية: استنكر الدكتور عبد الله الناصر حلمى أمين عام اتحاد القوى الصوفية، عن المخطط الإرهابي الدنيء الذي استهدف الحرم المكي الشريف.[34]
- حزب الوفد: أدان حزب الوفد في بيان على لسان متحدثه الرسمى الدكتور محمد فؤاد، المحاولة الضالة التي استهدفت الحرم المكى، وأسفرت عن إصابة عدد من أفراد الأمن خلال إحباط العملية الدنيئة.[35]
- مؤتمر دعم الشرعية: أدان المؤتمر الشعبي العام المؤيد للشرعية في اليمن، بشدة، المخطط الإرهابي الذي استهدف مكة المكرمة (الحرم المكي) في أواخر أيام رمضان.[36]
- جامعة الدول العربية: أدانت جامعة الدول العربية بأقوى العبارات المحاولة الارهابية التي استهدفت الحرم المكي وأسفرت عن إصابة عدد من المدنيين ورجال الأمن.[37]
- المنتدى العالمي للوسطية: دان المنتدى العالمي للوسطية بشدة، المحاولة الإرهابية التي استهدفت الحرم المكي، أقدس موقع على وجه الأرض.[38]
- التجمع اليمني للإصلاح: أدان التجمع اليمني للإصلاح بأشد العبارات محاولة استهداف الحرم المكي الشريف من قبل جماعات ارهابية.[39]
- منظمة التعاون الإسلامي: أدانت منظمة التعاون الإسلامي، المخطط الإرهابي لاستهداف الحرم المكي، والذي أعلنت السلطات السعودية عن إحباطه.[40]
- مجلس الشورى البحريني: استنكر مجلس الشورى المحاولات التي قامت بها مجموعة من الإرهابيين لاستهداف الحرم المكي الشريف.[41]
- الدعوة السلفية: أدانت الدعوة السلفية العملية الإرهابية التي استهدفت الحرم المكي، وأسفرت عن إصابات وقتلى في صفوف قوات الأمن.[42]
- المجلس الأعلى للشؤون الإسلامية: استنكر المجلس في بيان، بأشد عبارات الاستنكار والشجب المخطط الإرهابي الدنيء والآثم لاستهداف المسجد الحرام في مكة المكرمة في ليلة ختم القرآن الكريم وصلاة التراويح الأخيرة في شهر رمضان في انتهاكٍ صارخٍ لأكبر الحرمات وأقدسها لدى الإسلام والمسلمين.[43]
- لجنة الشئون الإفريقية: أدان النائب مصطفى الجندي، رئيس لجنة الشئون الإفريقية بمجلس النواب، والمستشار السياسى لرئيس البرلمان الإفريقي، بشدة محاولة إرهابيين استهداف الحرم المكي.[44]
- حزب الله: دان حزب الله المخطط الإرهابي لاستهداف المسجد الحرام في مكة المكرمة.[45]
- إقليم كوردستان: أدان مجلس وزراء إقليم كوردستان محاولة استهداف الحرم المكي واصفة الهجوم «بالعمل الإرهابي القذر».[46]